# Lake Isabella (California)
Lake Isabella, es un lugar designado por el censo ubicado en el condado de Kern en el estado estadounidense de California. En el año 2000 tenía una población de 3,315 habitantes y una densidad poblacional de 58 personas por km².

## Geografía
El lago Isabella se encuentra en Hot Springs Valley, parte del Valle del Río Kern, a 35 ° 37′05 "N 118 ° 28′23" W
Según la Oficina del Censo de los Estados Unidos, el CDP tiene un área total de 22.1 millas cuadradas (57 km²), más del 98% de su superficie.
Antena: Lago Isabella.
El lago Isabella se encuentra en la confluencia de las bifurcaciones norte y sur del río Kern. Estos ríos son 'salvajes', ya que no están controlados por ninguna presa río arriba. Agua del río arriba está en la bifurcación del norte, los entusiastas de las aguas blancas juegan en la primavera y principios del verano. La famosa trucha dorada se origina en estos ríos en el país alto al norte.

## Demografía
El censo estadounidense de 2010 informó que Lago Isabella tenía una población de 3.466 personas. La densidad de la población fue 156.6 personas por cada milla cuadrada. La composición racial de Lago Isabella fue 3.069 (88.5%) Blanco, 6 (.2%) Afroamericano, 96 (2.8%) Americano Nativo, 18 (.5%) Asiático, 7 (.2%) Isleño del Pacífico, 73 (2.1%) de otras raíces, y 197 (5.7%) de 2 o más raíces. Hispano o Latino de cualquier raíz fueron 339 personas (9.8%).
El censo informó que 3.466 personas (100% de la población) vivían en hogares domésticos, 0 (0% de la población vivían en cuartos de grupo no institucionalizados 0 (0%) fueron institucionalizados.

## Historia
El área fue habitada por milenios por los indígenas Tübatulabal y Owens Valley Paiute. El oro fue descubierto cerca en 1853, lo que llevó a una fiebre del oro y la fundación de Keyesville. La masacre de Keyesville en 1863 ocurrió a unas pocas millas al norte.
La ciudad de Isabella fue fundada por Steven Barton en 1893 y nombrada en honor a la reina Isabel de España, mientras que su nombre era actual durante la Exposición Colombina de 1893. El lago Isabella fue creado en 1953 por una represa en el río Kern, lo que obligó a la ciudad a moverse aproximadamente 1.5 millas (2.4 km) al sur del sitio original. La oficina de correos de Isabella, abrió sus puertas en 1896, operó en el nuevo sitio hasta que el nombre fue cambiado a Lake Isabella en 1957.
El embalse de la presa también inundó el sitio original de Kernville. Al igual que Isabella, fue reubicada, junto con varios de sus edificios históricos, a terrenos más altos.
El área es una meca para excursionistas, navegantes, esquiadores acuáticos, pescadores, observadores de aves, cazadores, surfistas, kayakistas y otros recreacionistas al aire libre. El comercio turístico es una parte importante de la economía del área.